# Scalettapass
Der Scalettapass ⓘ (rätoromanisch Cuolm S-chalettaⓘ) ist ein Alpenpass im Schweizer Kanton Graubünden. Mit einer Scheitelhöhe von 2606 m ü. M. verbindet er über das Val Susauna und das Dischmatal das Engadin mit Davos und dem Prättigau. Auf der Passhöhe verläuft die Europäische Wasserscheide zwischen den Einzugsgebieten von Rhein und Inn. Der höchste Berg neben dem Pass ist das Chüealphorn.
In den Sommermonaten liegt der Scalettapass auf den Routen vieler Wanderer und Mountainbiker. Früher führte der Swiss Alpine Marathon zeitweise über die Passhöhe, heute dessen Nachfolger Davos X-Trails (Stand: 2023).

## Geschichte
Der Scalettapass (s-chaletta: rätoromanisch für „kleine Treppe“) liegt auf einer mittelalterlichen inneralpinen Route von Chur über Davos nach S-chanf ins Engadin und über den Chaschauna-Pass nach Livigno und ins Veltlin. Diese „Via Valtellina“ kann als mehrtägige Wanderung nachvollzogen werden. Die ehemaligen Säumerdörfer Dürrboden auf Davoser Seite und Susauna auf Engadiner Seite sowie das Hospiz Chapella ausgangs des Val Susauna zeugen von der einstmaligen Verkehrstätigkeit. Mit dem Bau der Flüelapassstrasse 1866 bis 1868 verlor der Scalettapass seine wirtschaftliche Bedeutung.
1890 durch den Davoser Hotelier Willem Jan Holsboer vorgestellte Pläne einer durchgehenden Bahnverbindung von Chur über Landquart und Davos nach St. Moritz und weiter über den Malojapass ins italienische Chiavenna wurden nicht realisiert, stattdessen erfolgte bis 1904 der Bau der Albulabahn von Thusis nach St. Moritz.

## Lage und Umgebung

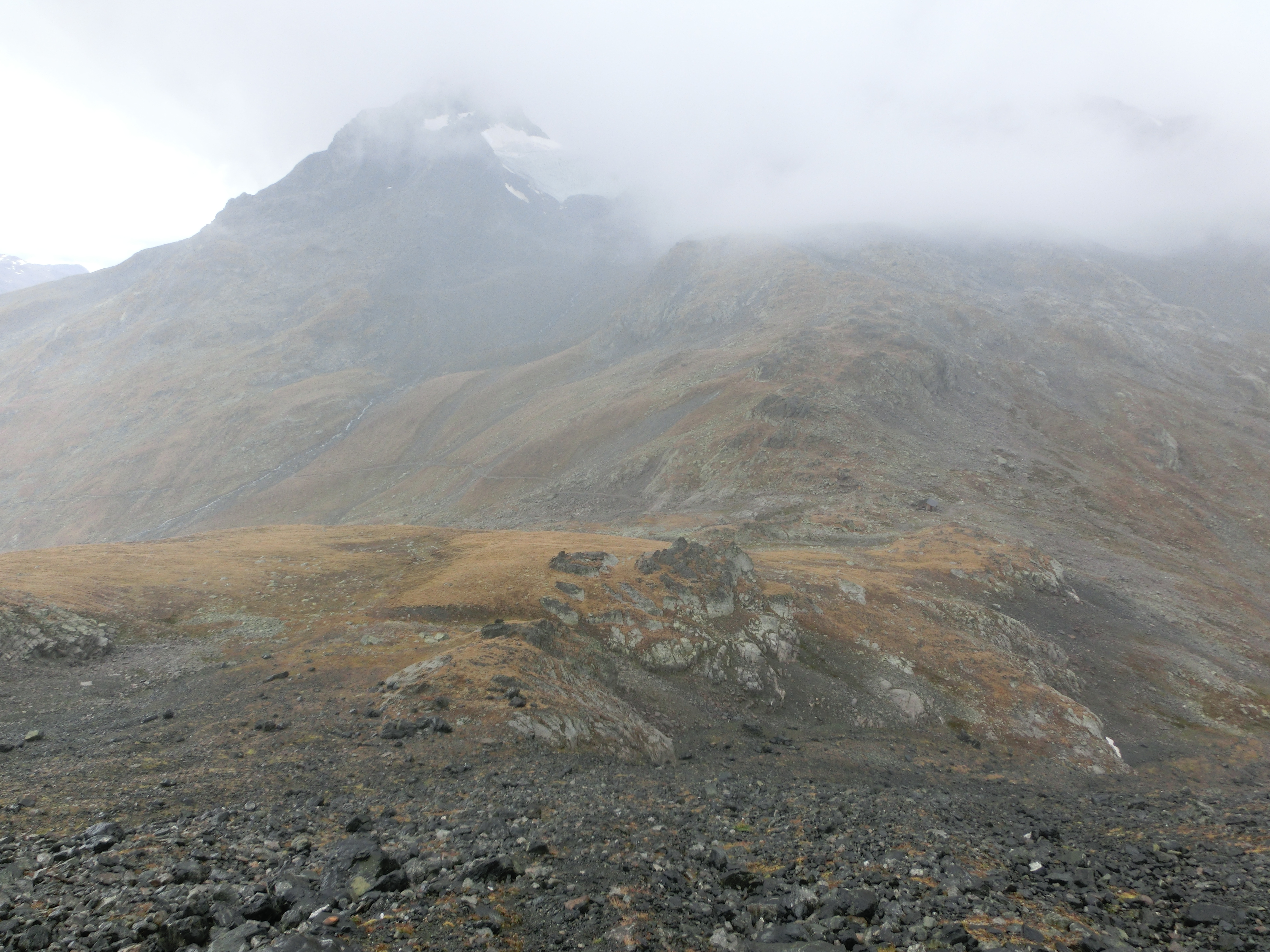
Scalettapass, gesehen vom Grat zum Scalettahorn.

Der Scalettapass gehört zum Grialetsch-Gebiet, einer Untergruppe der Albula-Alpen. Über den Pass verläuft die Gemeindegrenze zwischen Davos und S-chanf. Der Scalettapass wird im Norden durch das Dischmatal und im Süden durch die Verlängerung der Val Susauna eingefasst.
Der Pass verbindet das Chüealphorn (3078 m) im Südwesten mit dem Scalettahorn (3068 m) im Osten.
Talorte sind Davos und S-chanf. Häufige Ausgangspunkte sind Dürrboden im Dischmatal, Cinuos-chel/Brail im Engadin, Bergün/Bravuogn im Albulatal, Sertig Dörfli im Sertig, sowie die zwei SAC-Hütten Chamanna da Grialetsch und Chamanna digl Kesch.

## Routen zum Pass

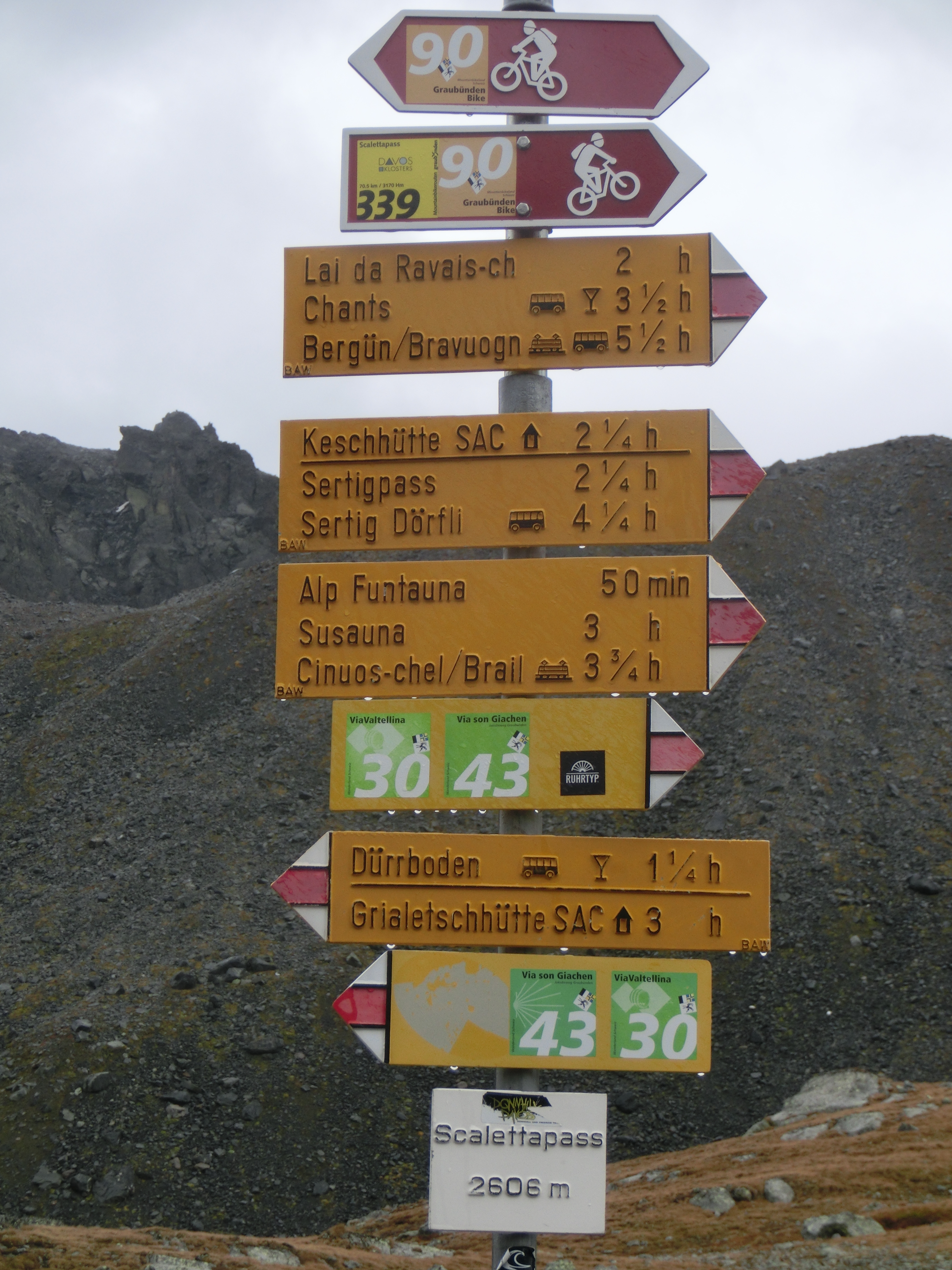
Wegweiser auf dem Scalettapass.

### Sommer
Von Dürrboden (2007 m) bei Davos ist der Pass auf einem weiss-rot-weiss markierten, gut ausgebauten Wanderweg in 2 Stunden erreichbar (1¼ Stunden im Abstieg, Schwierigkeit B). Zu Beginn steigt der Weg nur leicht an. Ab Seeböden bis zur Passhöhe wird er steiler. Die Wanderung wird von Ausflüglern oft unternommen. Auf dem gleichen Weg wandert man, wenn man von der Grialetschhütte kommt (3 Stunden).
Von Cinuos-chel/Brail (1628 m) im Engadin wandert man der Bahnlinie entlang und auf der Alpstrasse durch die Val Susauna zur Alp Funtauna. Von dort führt der Weg zuerst steil, dann flacher zur Passhöhe. Der Weg ist weiss-rot-weiss markiert und gut ausgebaut. Von Cinuos-chel/Brail braucht man für den Weg der Schwierigkeitsstufe B 3½ Stunden (2¾ Stunden im Abstieg).
Der Pass ist auch von Bergün/Bravuogn (1367 m) via Kesch-Hütte (2625 m) in 7 Stunden (2¼ Stunden von der Kesch-Hütte) auf einen ebenfalls weiss-rot-weiss markieren und gut ausgebauten Weg zu erreichen (Schwierigkeitsstufe B). Von Bergün/Bravuogn kann alternativ auch die Route Val da Ravais-ch - Lais da Ravais-ch - Val Sartiv gewählt werden (ebenfalls 7 Stunden oder 5½ Stunden im Abstieg).
Vom Sertig Dörfli (1861 m) ist der Pass via Sertigpass (2739 m) in 5 Stunden erreichbar (4¼ Stunden im Abstieg).

### Winter
Auch im Winter wird der Pass oft begangen. Sei es zur Besteigung des Scalettahorns, als Zugang zur Kesch-Hütte von Davos, als Übergang von der Keschhütte zur Grialetschhütte oder als Übergang vom Dischmatal nach Cinuos-chel/Brail.

## Galerie

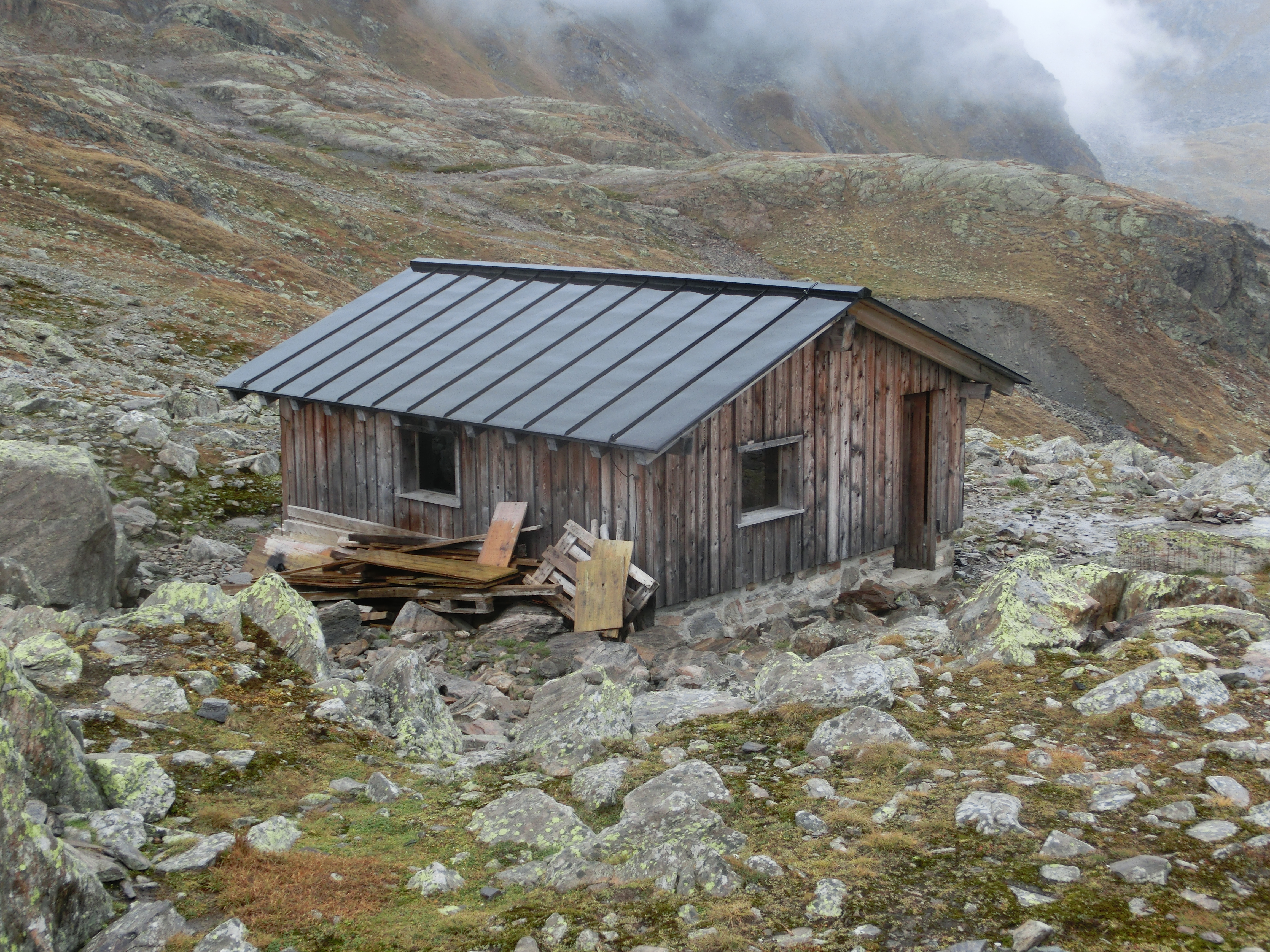
Hütte zuoberst auf dem Scalettapass.
Zurückgegangener Gletscher am Scalettahorn (links), östlich vom Scalettapass (rechts).